# Pygame
Pygame è un insieme di moduli Python progettato per la scrittura di giochi. Si basa sulla libreria SDL.
La prima versione è uscita il 28 ottobre 2000, è completamente Open Source (sotto licenza LGPL) ed è in continuo sviluppo.

## Esempi
Questo codice presume che nella stessa directory in cui è eseguito ci sia una immagine (di una palla) di nome ball.png che si muoverà velocemente nella finestra.
```
import
 
sys
,
 
time
,
 
pygame

pygame
.
init
()

size
 
=
 
width
,
 
height
 
=
 
320
,
 
240

speed
 
=
 
[
2
,
 
2
]

black
 
=
 
0
,
 
0
,
 
0

screen
 
=
 
pygame
.
display
.
set_mode
(
size
)

ball
 
=
 
pygame
.
image
.
load
(
"ball.png"
)

ballrect
 
=
 
ball
.
get_rect
()

while
 
1
:

    
for
 
event
 
in
 
pygame
.
event
.
get
():

        
if
 
event
.
type
 
==
 
pygame
.
QUIT
:
 
sys
.
exit
()

    
ballrect
 
=
 
ballrect
.
move
(
speed
)

    
if
 
ballrect
.
left
 
<
 
0
 
or
 
ballrect
.
right
 
>
 
width
:

        
speed
[
0
]
 
=
 
-
speed
[
0
]

    
if
 
ballrect
.
top
 
<
 
0
 
or
 
ballrect
.
bottom
 
>
 
height
:

        
speed
[
1
]
 
=
 
-
speed
[
1
]

    
screen
.
fill
(
black
)

    
screen
.
blit
(
ball
,
 
ballrect
)

    
time
.
sleep
(
0.01
)

    
pygame
.
display
.
flip
()

```

La riga 1 richiama la libreria pygame.py e carica la libreria time. La riga 2 inizializza tutti i moduli (che si possono anche attivare singolarmente).
Il resto del codice crea una finestra, carica la palla nella finestra e la muove usando un ciclo infinito.
La libreria time e la funzione time.sleep(0.01) che servono a rallentare l'animazione di 10 ms, altrimenti troppo veloce, si possono omettere.

## Moduli
Di seguito sono elencati i moduli integrati nell'ultima versione di PyGame
| Modulo    | Descrizione                                                |
| --------- | ---------------------------------------------------------- |
| cdrom     | Gestisce le periferiche cdrom e la riproduzione audio      |
| cursors   | carica le immagini dei cursori, includendo quelli standard |
| display   | controlla la finestra della schermata nel monitor          |
| event     | gestisce gli eventi e la richiesta di eventi               |
| font      | crea e renderizza i caratteri TrueType                     |
| image     | salva e carica immagini                                    |
| joystick  | gestisce le periferiche joystick                           |
| key       | gestisce la tastiera                                       |
| mouse     | gestisce il mouse                                          |
| movie     | gestisce la riproduzione di video MPEG                     |
| sndarray  | per la manipolazione di suoni con Numeric                  |
| surfarray | per la manipolazione di immagini con Numeric               |
| time      | controlla il tempo                                         |
| transform | scala, ruota, sfoglia immagini                             |

## Architettura e caratteristiche
Pygame utilizza la libreria Simple DirectMedia Layer (SDL), con l'intenzione di consentire lo sviluppo di giochi per computer in tempo reale senza la meccanica di basso livello del linguaggio di programmazione C e dei suoi derivati. Questo si basa sul presupposto che le funzioni più costose all'interno dei giochi possano essere astratte dalla logica del gioco, rendendo possibile l'utilizzo di un linguaggio di programmazione di alto livello, come Python, per strutturare il gioco.
Altre funzionalità di SDL includono matematica vettoriale, rilevamento delle collisioni, gestione del grafico di scene sprite 2D, supporto MIDI, fotocamera, manipolazione di pixel-array, trasformazioni, filtri, supporto avanzato per font freetype e disegno.
Le applicazioni che utilizzano Pygame possono essere eseguite su telefoni e tablet Android con l'uso di Pygame Subset per Android (pgs4a). Suono, vibrazione, tastiera e accelerometro sono supportati su Android.